# Point of View: U
Point of View: U는 대한민국의 가수 유겸의 데뷔 EP로, AOMG를 통해 2021년 6월 17일에 발매되었다.

## 싱글
"I Want U Around"는 2021년 6월 11일에 선공개되었다.

## 홍보
유겸은 "네 잘못이야"를 6월 17일에 <엠카운트다운>에서,  6월 19일에 <쇼! 음악중심>에서, 6월 20일에 <인기가요>에서 홍보했다.

## 평가
| 전문가 평가 | 전문가 평가 |
| 평가 점수   | 평가 점수   |
| 출처        | 점수        |
| ----------- | ----------- |
| NME         | 4/별        |
| 리드머      | 2.5/별      |

<NME>에서 5점 만점에 4점을 받았다. 나타샤 물렝가 평론가에 따르면, Point of View: U는 유겸이 아이돌로서의 제약에서 벗어나는 데 큰 도움이 되었다. 또한 AOMG는 자신의 예술성을 키울 수 있는 곳이 될 것이다.
<리드머>에서 5점 만점에 2.5점을 받았다. 김효진 평론가에 따르면, "무난하게 들을 수 있지만, 아티스트의 역량보다 단점이 많이 보여 감흥이 떨어진다. 유겸이 이 앨범으로 증명한 건 하나의 곡을 홀로 소화할 수 있다는 점, 하나의 앨범을 준수한 완성도로 구축할 수 있다는 것 정도다."

### 연말 리스트
| 출판사             | 리스트                              | 순위 | 각주  |
| ------------------ | ----------------------------------- | ---- | ----- |
| <롤링 스톤 인디아> | 2021년 최고의 한국 힙합 R&B 음반 10 | 6    | [ 7 ] |
| <힙합DX>           | 2021년 최고의 아시아 음반 20        | n/a  | [ 8 ] |

## 곡 목록
| #            | 제목                                       | 작사                   | 작곡                                         | 편곡             | 재생 시간 |
| ------------ | ------------------------------------------ | ---------------------- | -------------------------------------------- | ---------------- | --------- |
| 1.           | 〈I Want U Around〉 (Feat. 드비타)         | 유겸 그레이 드비타     | 유겸 그레이 드비타                           | 그레이           | 3:11      |
| 2.           | 〈Running Through The Rain〉               | 유겸 그레이            | 유겸 그레이 Dax Perro                        | 그레이 Dax Perro | 4:04      |
| 3.           | 〈네 잘못이야〉 (Feat. 그레이)             | 유겸 그레이            | 유겸 그레이                                  | 그레이           | 3:02      |
| 4.           | 〈All About U〉 (Feat. 로꼬)               | 유겸 그레이 로꼬       | 유겸 그레이                                  | 그레이           | 3:44      |
| 5.           | 〈Love The Way〉 (Feat. 박재범 & 펀치넬로) | 그레이 박재범 펀치넬로 | 유겸 차 차 말론 박재범                       | 차 차 말론       | 3:02      |
| 6.           | 〈Falling In Love〉                        | 유겸                   | 유겸 차 차 말론 Cho Michelle Adrian Mckinnon | 차 차 말론       | 3:24      |
| 7.           | 〈When You Fall〉                          | 유겸 그레이            | 유겸 그레이                                  | 그레이           | 3:44      |
| 총 재생 시간 | 총 재생 시간                               | 총 재생 시간           | 총 재생 시간                                 | 총 재생 시간     | 24:11     |

## 차트
| 차트 (2021)     | 최고 순위 |
| --------------- | --------- |
| 대한민국 (가온) | 8         |

## 판매량
| 지역     | 판매량 |
| -------- | ------ |
| 대한민국 | 43,906 |